# Abirateron
Abirateron ist eine chemische Verbindung aus der Gruppe der Steroide, die als Arzneistoff zur Hormontherapie und zur Behandlung des kastrationsresistenten Prostatakrebses in der EU zugelassen ist.

Abirateronacetat (Prodrug) CAS-Nr.

Abirateron ist die wirksame Form des Prodrugs Abirateronacetat und ist gut oral bioverfügbar. Abirateronacetat ist in Deutschland seit Oktober 2011 im Handel unter dem Handelsnamen Zytiga verfügbar.
Abirateron wurde von Cougar Biotechnology Inc. entwickelt. Das Unternehmen wurde 2009 von Johnson & Johnson (J&J) gekauft. In Deutschland wird das Medikament von der J&J-Tochter Janssen-Cilag vermarktet.

## Wirkmechanismus
Abirateron ist ein selektiver Inhibitor des Enzyms Steroid-17α-Hydroxylase (CYP17A1), welches Schritte in der Androgen (Testosteron)- und Estrogen-Biosynthese katalysiert. Dadurch senkt es die Hormonproduktion in den Hoden, der Nebenniere und der Prostata.

## Frühe Nutzenbewertung
Seit 2011 müssen sich neu zugelassene Medikamente mit neuen Wirkstoffen aufgrund § 35a SGB V (AMNOG) einer „frühen Nutzenbewertung“ durch den Gemeinsamen Bundesausschuss (G-BA) unterziehen, wenn der pharmazeutische Hersteller einen höheren Verkaufspreis als nur den Festbetrag erzielen möchte. Nur wenn ein Zusatznutzen besteht, kann der Arzneimittelhersteller mit dem Spitzenverband der gesetzlichen Krankenkassen einen Preis aushandeln. Die Dossierbewertungen, auf deren Basis der G-BA seinen Beschluss fasst, erstellt das Institut für Qualität und Wirtschaftlichkeit im Gesundheitswesen (IQWiG).
Aufgrund von Indikationserweiterungen hat der Wirkstoff mehrere frühe Nutzenbewertungen mit unterschiedlichen zweckmäßigen Vergleichstherapien durchlaufen: Für Patienten mit Prostatakarzinom und Progredienz während oder nach Docetaxel-haltiger Chemotherapie wurde Abirateron in Kombination mit Prednison oder Prednisolon verglichen mit Best Supportive Care. Gemäß G-BA gab es einen Hinweis auf einen beträchtlichen Zusatznutzen. Für Patienten mit Prostatakarzinom, bei denen nach einer Androgenentzugstherapie keine Indikation für eine Chemotherapie besteht, wurde Abirateron verglichen mit einem abwartenden Vorgehen unter Beibehaltung des bestehenden konventionellen Androgenentzugs. Gemäß G-BA gab es erneut einen Hinweis auf einen beträchtlichen Zusatznutzen. Für Hochrisiko-Patienten wurde eine Kombination von Abirateron mit einer Androgenentzugstherapie verglichen mit einem konventionellen Androgenentzug. Gemäß G-BA gab es auch hier einen Hinweis auf einen beträchtlichen Zusatznutzen.

## Fertigarzneimittel
Zytiga (D, A, CH, I, USA, CND)